# Gran Premi de Mònaco del 1980
Resultats del Gran Premi de Mònaco de Fórmula 1 de la temporada 1980, disputat al circuit urbà de Montecarlo el 18 de maig del 1980.

## Resultats de la cursa
| Pos | No | Pilot                 | Equip             | Voltes | Temps/ Retir.     | Pos. de sort. | Punts |
| --- | -- | --------------------- | ----------------- | ------ | ----------------- | ------------- | ----- |
| 1   | 28 | Carlos Reutemann      | Williams - Ford   | 76     | 1h 55' 34. 365    | 2             | 9     |
| 2   | 26 | Jacques Laffite       | Ligier - Ford     | 76     | + 1' 13.629 min.  | 5             | 6     |
| 3   | 5  | Nelson Piquet         | Brabham - Ford    | 76     | + 1' 17.726 min.  | 4             | 4     |
| 4   | 30 | Jochen Mass           | Arrows - Ford     | 75     | + 1 Volta         | 15            | 3     |
| 5   | 2  | Gilles Villeneuve     | Ferrari           | 75     | + 1 Volta         | 6             | 2     |
| 6   | 20 | Emerson Fittipaldi    | Fittipaldi - Ford | 74     | + 2 Voltes        | 18            | 1     |
| 7   | 11 | Mario Andretti        | Lotus - Ford      | 73     | + 3 Voltes        | 19            |       |
| 8   | 29 | Riccardo Patrese      | Arrows - Ford     | 73     | + 3 Voltes        | 11            |       |
| 9   | 12 | Elio de Angelis       | Lotus - Ford      | 68     | Accident          | 14            |       |
| NC  | 9  | Jan Lammers           | ATS - Ford        | 64     | No Classificat    | 13            |       |
| Ret | 25 | Didier Pironi         | Ligier - Ford     | 54     | Accident          | 1             |       |
| Ret | 16 | René Arnoux           | Renault           | 53     | Accident          | 20            |       |
| Ret | 22 | Patrick Depailler     | Alfa Romeo        | 50     | Motor             | 7             |       |
| Ret | 1  | Jody Scheckter        | Ferrari           | 27     | Prob. de direcció | 17            |       |
| Ret | 15 | Jean-Pierre Jabouille | Renault           | 25     | Caixa canvi       | 16            |       |
| Ret | 27 | Alan Jones            | Williams - Ford   | 24     | Diferencial       | 3             |       |
| Ret | 23 | Bruno Giacomelli      | Alfa Romeo        | 0      | Col·lisió         | 8             |       |
| Ret | 3  | Jean Pierre Jarier    | Tyrrell - Ford    | 0      | Col·lisió         | 9             |       |
| Ret | 8  | Alain Prost           | McLaren - Ford    | 0      | Col·lisió         | 10            |       |
| Ret | 4  | Derek Daly            | Tyrrell - Ford    | 0      | Col·lisió         | 12            |       |
| NVQ | 7  | John Watson           | McLaren - Ford    |        |                   |               |       |
| NVQ | 31 | Eddie Cheever         | Osella - Ford     |        |                   |               |       |
| NVQ | 17 | Geoff Lees            | Shadow - Ford     |        |                   |               |       |
| NVQ | 21 | Keke Rosberg          | Fittipaldi - Ford |        |                   |               |       |
| NVQ | 6  | Ricardo Zunino        | Brabham - Ford    |        |                   |               |       |
| NVQ | 14 | Tiff Needell          | Ensign - Ford     |        |                   |               |       |
| NVQ | 18 | Dave Kennedy          | Shadow - Ford     |        |                   |               |       |

## Altres
- Pole: Didier Pironi 1' 24. 813
- Volta ràpida: Carlos Reutemann 1' 27. 418 (a la volta 40)